# Buxeta conflagrans
Buxeta conflagrans är en fjärilsart som beskrevs av Walker 1864. Buxeta conflagrans ingår i släktet Buxeta och familjen spinnmalar. Inga underarter finns listade i Catalogue of Life.